# Glava distrikt
Glava distrikt är ett distrikt i Arvika kommun och Värmlands län. Distriktet ligger omkring Glava i sydvästra Värmland. 

## Tidigare administrativ tillhörighet
Distriktet inrättades 2016 och utgörs av Glava socken i Arvika kommun.
Området motsvarar den omfattning Glava församling hade vid årsskiftet 1999/2000.

## Tätorter och småorter
I Glava distrikt finns två småorter men inga tätorter. 

### Småorter
- Glava
- Hönacka

### Övriga orter
- Glava glasbruk
- Semnebyn
- Tjärnebacka